# Loire-Atlantique
Loire-Atlantique este un departament în vestul Franței, situat în Pays de la Loire. Este unul dintre departamentele originale ale Franței create în urma Revoluției din 1790. Este numit după râul Loara care îl traversează și după Oceanul Atlantic aflat în partea vestică, iar denumirea actuală este din 1957, anterior fiind numit Loire-Inférieure.

## Localități selectate

### Prefectură
- Nantes

### Sub-prefecturi
- Ancenis
- Châteaubriant
- Saint-Nazaire

### Alte orașe
- La Baule-Escoublac
- Orvault
- Rezé
- Saint-Herblain
- Saint-Sébastien-sur-Loire
- Vertou

## Diviziuni administrative
- 4 arondismente;
- 59 cantoane;
- 221 comune;